# Miss Universo 1980
Miss Universo 1980, ventinovesima edizione di Miss Universo, si è tenuta presso il Centro culturale Sejong di Seul in Corea del Sud, l'8 luglio 1980. L'evento è stato presentato da Bob Barker, Helen O'Connell e Jayne Kennedy. Shawn Weatherly, Miss USA, è stata incoronata Miss Universo 1980.

## Risultati

### Piazzamenti
| Risultato finale   | Concorrente |
| ------------------ | --- |
| Miss Universo 1980 | - Stati Uniti - Shawn Weatherly |
| 2ª classificata    | - Scozia - Linda Gallagher |
| 3ª classificata    | - Nuova Zelanda - Diana Delyse Nottle |
| 4ª classificata    | - Filippine - Maria Rosario Silayan |
| 5ª classificata    | - Svezia - Eva Birgitta Andersson |
| Top 12             | - Canada - Teresa Lynn MacKay - Colombia - María Patricia Arbeláez - Corea del Sud - Kim Eun-Jung - Islanda - Guðbjörg Sigurdardóttir - Panama - Gloria Karamañites Davis - Polinesia francese - Thilda Raina Fuller - Porto Rico - Agnes Tañón Correa |

### Punteggi alle sfilate finali
Vincitrice

     2ª classificata

     3ª classificata

     Top 6

     Top 10

(#) Posizione in ogni turno della gara
| Nazione            | Media preliminare | Intervista | Costume da bagno | Abito da sera | Media semifinale |
| ------------------ | ----------------- | ---------- | ---------------- | ------------- | ---------------- |
| Stati Uniti        | 8.480 (1)         | 8.317 (1)  | 8.718 (1)        | 8.883 (1)     | 8.640 (1)        |
| Nuova Zelanda      | 7.885 (2)         | 8.283 (2)  | 8.400 (2)        | 8.400 (3)     | 8.361 (2)        |
| Svezia             | 7.572 (8)         | 8.208 (3)  | 8.250 (4)        | 8.346 (4)     | 8.268 (3)        |
| Filippine          | 7.662 (5)         | 8.120 (4)  | 8.033 (6)        | 8.433 (2)     | 8.196 (4)        |
| Scozia             | 7.785 (3)         | 8.036 (5)  | 8.273 (3)        | 8.267 (5)     | 8.192 (5)        |
| Canada             | 7.711 (4)         | 7.992 (6)  | 8.200 (5)        | 8.100 (6)     | 8.097 (6)        |
| Porto Rico         | 7.598 (7)         | 7.850 (7)  | 7.892 (8)        | 7.867 (10)    | 7.870 (7)        |
| Islanda            | 7.636 (6)         | 7.675 (10) | 7.942 (7)        | 7.933 (9)     | 7.850 (8)        |
| Corea del Sud      | 7.525 (11)        | 7.658 (11) | 7.750 (10)       | 7.967 (8)     | 7.792 (9)        |
| Colombia           | 7.531 (10)        | 7.789 (8)  | 7.729 (12)       | 7.842 (11)    | 7.787 (10)       |
| Panama             | 7.514 (12)        | 7.713 (9)  | 7.742 (11)       | 7.825 (12)    | 7.760 (11)       |
| Polinesia francese | 7.566 (9)         | 6.957 (12) | 7.858 (9)        | 8.067 (7)     | 7.627 (12)       |

### Riconoscimenti speciali
| Riconoscimento        | Concorrente                                                                               |
| --------------------- | ----------------------------------------------------------------------------------------- |
| Best National Costume | - Francia - Brigitte Choquet - Giappone - Hisae Hiyama - India - Sangeeta Motilal Bijlani |
| Miss Congeniality     | - Isole Cayman - Dealia Devon Walter                                                      |
| Miss Photogenic       | - Nuova Zelanda - Diana Delyse Nottle                                                     |

## Concorrenti
- Argentina – Silvia Piedrabuena
- Aruba – Magaly Maduro
- Australia – Katrina Redina
- Austria – Isabel Muller
- Bahamas – Darlene Davies
- Belgio – Brigitte Billen
- Belize – Ellen Marie Clarke
- Bermuda – Jill Murphy
- Bolivia – Carmen Parada
- Brasile – Eveline Schroeter
- Canada – Teresa Lynn McKay
- Cile – María Gabriela Campusano Puelma
- Colombia – Maria Patricia Arbeláez
- Corea del Sud – Kim Eun-Jung
- Costa Rica – Barbara Herrero
- Curaçao – Hassana Hamoud
- Danimarca – Jane Bill
- Ecuador – Verónica Rivas
- Filippine – Maria Rosario Silayan
- Finlandia – Sirpa Viljamaa
- Francia – Brigitte Choquet
- Galles – Kim Ashfield
- Germania – Kathrin Glotzl
- Giappone – Hisae Hiyama
- Grecia – Roula Kanellapoulou
- Guadalupa – Elydie de Gage
- Guam – Dina Aportadera
- Guatemala – Lizabeth Iveth Martínez Noack
- Honduras – Etelvina Raudales Velásquez
- Hong Kong – Wanda Tai
- India – Sangeeta Motilal Bijlani
- Indonesia – Andi Rivayate
- Inghilterra – Julie Duckworth
- Irlanda – Maura McMenamim
- Islanda – Guðbjörg Sigurdardóttir
- Isole Cayman – Dealia Devon Walter
- Isole Marianne Settentrionali – Angelina Camacho Chong
- Isole Vergini Americane – Deborah Velisa Mardenborough
- Isole Vergini Britanniche – Barbara Stevens
- Israele – Ilana Shoshan
- Italia – Loredana Del Santo
- Malaysia – Felicia Yong
- Malta – Isabelle Zammit
- Messico – Ana Patricia Nuñez Romero
- Norvegia – Maiken Nielsen
- Nuova Zelanda – Diana Delyse Nottle
- Paesi Bassi – Karin Gooyer
- Panama – Gloria Karamañites
- Papua Nuova Guinea – Mispah Alwyn
- Paraguay – Martha Galli
- Perù – Marialice Ramos
- Polinesia francese – Thilda Raina Fuller
- Porto Rico – Agnes Tañón Correa
- Rep. Dominicana – Milagros Germán
- La Riunione – Marie Josephe Hoareau
- Scozia – Linda Gallagher
- Singapore – Ann Chua Ai Choo
- Sint Maarten – Lucie Marie Davic
- Spagna – Yolanda Hoyos
- Sri Lanka – Hyacinth Kurukulasuriya
- Stati Uniti – Shawn Weatherly
- Svezia – Eva Birgitta Andersson
- Svizzera – Margrit Kilchoer
- Thailandia – Artitaya Promkul
- Trinidad e Tobago – Althea Rocke
- Turchia – Heyecan Gokoglou
- Turks e Caicos – Constance Lightbourne
- Uruguay – Beatriz Antuñez
- Venezuela – Maye Brandt